# Alafia (Mali)
Pour les articles homonymes, voir Alafia.
Alafia est une commune rurale du Mali, dans le cercle et la région de Tombouctou.

## Géographie
La superficie communale est de 27 857 km2.

## Histoire
La commune est créée en novembre 1996. 

## Villages
La commune s'étend sur 17 localités relevées lors du recensement général de 2009. 
Les villages les plus peuplés sont :
- Hondoubomo (2 442 habitants)
- Toya (2 374 habitants)
- Iloa (1 646 habitants)